# Bayendfoulgo
Bayendfoulgo est une commune rurale située dans le département de Zimtenga de la province de Bam, dans la région Centre-Nord au Burkina Faso. En 2006, la ville comptait 885 habitants dont 54% de femmes.